# Didier Braun
 (décembre 2012).
Pour les articles homonymes, voir Braun.
Didier Braun est un journaliste sportif français spécialisé dans le football, né le 13 mai 1951 à Amiens et fils de Jack Braun, ancien footballeur et entraîneur de la Fédération française de football.
Il a tenu un billet au journal L’Équipe de 2008 à 2014.

## Biographie
Il débute au journal L'Équipe en 1971. Il collabore également à France Football et à Football magazine. L'année suivante, il rédige un mémoire de maîtrise à la Sorbonne sur les aspects politiques de la Coupe du monde de football. C'est alors la première personne à traiter ce sujet dans cette université. Il quitte L'Équipe en 1987, et participe à la création du quotidien Le Sport.
En 1990, il crée et dirige le service de documentation technique de la Direction technique de la Fédération française de football, au Centre technique de Clairefontaine. Comme journaliste, il collabore à Foot, hebdomadaire de la FFF.
En 1997, il revient à L'Équipe où il est rédacteur en chef de la partie football. De 2008 à 2014, il rédige un billet quotidien sur ce même thème dans le journal. En parallèle, il tient un blog sur l'histoire du football intitulé Une autre histoire du foot.
En 2012, il reçoit le prix Lacoste pour son livre Prix Lacoste 2012 – Prix du Beau Livre pour le livre Mon armoire à maillots.

## Ouvrages

### Personnels
• Le football, tactique et perfectionnement, Fleurus-Chancerel, 1977.

• Historique des grands matches internationaux, Famot, 1979.

• Compétition et formation de jeunes, Famot, 1980.

• Les grandes équipes de l'année 1980, Famot, 1981.

• Mon armoire à maillots, éditions L'Équipe, 2012.

• en collaboration avec Jacques Ferran, Histoire de la Coupe du monde de football, Fleurus-Chancerel 1976.

### Collectifs
• L'équipe de France de football. La Belle histoire, éditions L'Équipe, 2004.

• 50 ans de Coupe d'Europe, éditions L'Équipe, 2005.

• Coupe de France, la folle épopée, éditions L'Équipe, 2007.

• 50 ans d'Euro, une histoire française, éditions L'Équipe, 2008.

• La Grande histoire de la Coupe du monde, éditions L'Équipe, 2009.